# 桂文之助 (3代目)
三代目 桂 文之助（さんだいめ かつら ぶんのすけ、1956年5月28日 - ）は、落語家、桂文之助の当代。本名∶片岡 尚人。所属事務所は米朝事務所で、
上方落語協会会員。

## 来歴
兵庫県神戸市出身。小学校の頃から落語に興味持ち、中学卒業と同時に桂枝雀の元に弟子入りを懇願するが高校卒業してからでも遅くないと断られる、兵庫県立兵庫高等学校に通いながらいろんな落語会に足を運び多くの噺家の知遇を得る。高校3年の夏休みに弟子入りが許され、卒業後、1975年3月に桂枝雀に正式に入門、雀松となる。高座名は船弁慶の「雀のお松」に由来し大師匠の桂米朝が命名した。「雀の会」にて初舞台を踏む。
2003年3月に気象予報士を取得、「落語もできる気象予報士」となる。通称は、師匠が命名した「あたまっちゃん」。
師・枝雀の甥（姉の息子）が落語好きで税理士をしており、文の助茶屋の経理を担当していた関係で三代目桂文之助襲名を推挙された。
2013年10月6日、83年ぶりの復活となる桂文之助を正式に名乗り、サンケイホールブリーゼ（大阪市北区）にて襲名披露公演を行った。

## 得意ネタ
- 片棒
- 替わり目
- 短命
- 般若寺の陰謀
- マキシム・ド・ゼンザイ
- たちぎれ線香
- 星野屋
- 宇治の芝船
- 悋気の独楽
- 天神山
- 紙入れ
- 口入屋
- 一文笛
- 天狗裁き
- 播州巡り
- 包丁間男
- 百年目
- つる
- 餅つき
- 船弁慶

## 受賞歴
- 1988年 第3回「NHK新人演芸コンクール」優秀賞
- 1989年 第4回「NHK新人演芸コンクール」大賞
- 1994年 第60回「国立演芸場花形演芸会」銀賞
- 1996年 「大阪舞台芸術」奨励賞
- 2006年 第61回「文化庁芸術祭」演芸部門優秀賞
- 2011年 第66回「文化庁芸術祭」大衆芸能部門優秀賞
- 2016年 第71回「文化庁芸術祭」大衆芸能部門大賞

## 出演番組
- 関西テレビ 「痛快!エブリデイ」 金曜日 9：55～11：10
- 毎日放送 「朝イチバン!」- 司会者。金曜日担当。

## 出演CM
- 日本コカ・コーラ「綾鷹」（2012年） - 笑福亭鶴志、桂わかば、7代目笑福亭松喬（出演当時は笑福亭三喬）、桂紅雀らと共演。